# Федеральные владения Венесуэлы

Федеральные владения Венесуэлы (выделены жёлтым)

Федеральные владения (исп. Dependencias Federales), Федеральные владения Венесуэлы, Венесуэльские Федеральные владения, иногда ошибочно: Федеральное владение (Федеральное владение Венесуэлы), Штат Федеральные Владения (исп. Estado Dependencias Federales) — отдельная административно-территориальная единица Венесуэлы, объединяющая большинство принадлежащих ей островов (12 островных групп, общей численностью 311 островов и островков) в Карибском море и Венесуэльском заливе. В целях развития региона планируется предоставить Федеральным владениям статус федеральной территории Венесуэлы. 3 августа 2011 года, в день национального флага, президент Венесуэлы Уго Чавес объявил о том, что в составе Федеральных владений Венесуэлы создана внутренняя территориальная единица, называнная в честь видного борца за независимость Венесуэлы от колониального ига Испании Франсиско де Миранды: Островная Территория Франсиско де Миранда (Territorio Insular Francisco de Miranda), в неё включены архипелаги Лос-Рокес, Авес и остров Орчила
Площадь — 342 км², население — 2 155 человека (2011). Федеральные владения фактически управляются из Каракаса, хотя в качестве административного центра указывается архипелаг Лос-Рокес, либо, в частности, остров Гран-Роке.
Являются самой маленькой административно-территориальной единицей Венесуэлы первого уровня.

## Географические параметры островов
Федеральные владения делятся на 12 островных групп:
| Административно-политическая карта федеральных владений Венесуэлы |                        |              |                        |                           |
| №                                                                 | Группа островов        | Площадь, км² | Население, чел. (2011) | Географические координаты |
| 1                                                                 | Архипелаг Лос-Монхес   | 0,20         | —                      | 12°21′ с. ш. 70°55′ з. д. |
| 2                                                                 | Остров Ла-Тортуга      | 156,60       | —                      | 10°55′ с. ш. 80°31′ з. д. |
| 3                                                                 | Остров Ла-Сола         | 0,01         | —                      | 11°18′ с. ш. 63°34′ з. д. |
| 4                                                                 | Архипелаг Лос-Тестигос | 6,53         | 172                    | 11°22′ с. ш. 63°06′ з. д. |
| 5                                                                 | Архипелаг Лос-Фрайлес  | 1,92         | —                      | 11°12′ с. ш. 63°44′ з. д. |
| 6                                                                 | Остров Патос (Вост.)   | 0,60         | —                      | 10°38′ с. ш. 61°52′ з. д. |
| 7                                                                 | Архипелаг Лос-Рокес    | 40,61        | 1471                   | 11°51′ с. ш. 66°45′ з. д. |
| 8                                                                 | Остров Бланкилья       | 64,53        | —                      | 11°50′ с. ш. 64°35′ з. д. |
| 9                                                                 | Архипелаг Лос-Эрманос  | 2,14         | —                      | 11°45′ с. ш. 64°25′ з. д. |
| 10                                                                | Остров Орчила          | 40           | —                      | 11°47′ с. ш. 66°10′ з. д. |
| 11                                                                | Архипелаг Лас-Авес     | 3,35         | —                      | 12°00′ с. ш. 67°40′ з. д. |
| 12                                                                | Остров Авес (Сев.)     | 0,045        | —                      | 15°40′ с. ш. 67°37′ з. д. |
|                                                                   | Всего                  | 342,25       | 2155                   |                           |

Дополнительно: ещё 512 человек живёт в национальном парке Мочима на острове Чиманас.